# Paracordyloporus occupatus
Paracordyloporus occupatus är en mångfotingart som beskrevs av Carl Graf Attems 1938. Paracordyloporus occupatus ingår i släktet Paracordyloporus och familjen Chelodesmidae. Inga underarter finns listade i Catalogue of Life.